# Afterlife (jeu vidéo)
 (avril 2017).
Si vous disposez d'ouvrages ou d'articles de référence ou si vous connaissez des sites web de qualité traitant du thème abordé ici, merci de compléter l'article en donnant les références utiles à sa vérifiabilité et en les liant à la section « Notes et références ».
Pour les articles homonymes, voir Afterlife.
Afterlife est un jeu vidéo de gestion de type city-builder développé et édité par LucasArts en 1996 sur Microsoft Windows et Mac OS.

## Système de jeu

### Généralités
Afterlife est une sorte de SimCity-like dans lequel le joueur incarne le rôle de Démiurge, avec pour tâche de créer un Paradis et un Enfer fonctionnels pour récompenser ou punir les âmes de la planète qui leur est liée. Ces endroits forment un Afterlife. Pour ce faire, le joueur doit garder un œil sur la tendance au vice ou à la vertu des âmes incarnées. Cependant, la liberté d'un Démiurge a ses limites, et c'est pourquoi les Pouvoirs Qui Existent ont un droit de regard sur le travail du joueur et interviennent de temps en temps. Le joueur bénéficie aussi de l'assistance de deux conseillers — Jasper Wormwood, le démon ; et Aria Goodhalo, l'ange. Aria et Jasper donnent des avertissements quand quelque chose ne va pas dans l'Afterlife créé par le joueur, et offrent des solutions pour résoudre les problèmes.

### Péchés et Vertus

#### Fonctionnement et stratégie
Dans ce jeu, le joueur doit créer des zones de Récompenses et de Punitions, regroupées sous le terme de Fatalités. Celles-ci sont fondées sur les sept péchés capitaux de la religion catholique ; les vertus correspondantes dans le jeu n'étant que l'opposé de ceux-ci, on les distinguera donc des vertus cardinales et des vertus théologales, qui ne sont donc pas leur exact opposé. Des zones de Récompenses ou de Punitions génériques peuvent être créées. Elles accueillent tout type d'âme, coûtent deux fois moins cher qu'une zone spécialisée, mais sont aussi deux fois moins efficaces dans le traitement des âmes.
Attention toutefois, car certaines grosses structures produisent le type de vibrations inverses à ce que le joueur peut attendre d'elles. Ainsi, il est parfois plus adéquat de construire plusieurs structures de moindre importance, afin de garder les vibrations sous un relatif contrôle.

#### Liste des Péchés
- Envie
- Avarice
- Gourmandise
- Paresse
- Orgueil
- Colère
- Luxure

#### Liste des Vertus
- Contentement
- Charité
- Tempérance
- Diligence
- Humilité
- Tranquillité
- Chasteté

### AME, OBME et Croyances

#### Concept
AME est l'acronyme d'Ardeur Mentale Éternelle (en anglais, SOUL : Stuff Of Unending Life).
OBME est l'acronyme d'Organisme Biologique Mûr Éthiquement. Traduction approximative de l'anglais EMBO (Ethically Mature Biological Organisms), qui renvoie à l'anglais embody ou embodiment, et désigne donc une âme incarnée.
Les croyances des OBMEs déterminent le devenir des AMEs dans l'Afterlife.

#### Liste des Croyances
- APADisme : les APADistes croient qu'il n'y a Absolument Pas d'Au-delà. Le joueur n'en tient pas compte dans la mesure où ils n'iront pas dans l'Afterlife
- AUADisme : les AUADistes croient qu'il y a Assurément Un Au-Delà. Toutes les AMEs dont le joueur s'occupe sont donc AUADistes.
- PEAisme : les PEAistes pensent que le Paradis et l'Enfer Attendent, sous-entendu leur passage dans chacun d'entre eux. Ces AMEs navigueront donc dans les deux Royaumes du joueur.
- PESisme : les PESistes pensent qu'ils iront au Paradis ou en Enfer Seulement.
- RUNisme : les RUNistes croient dans un Royaume fait Uniquement de Nuages.
- RUFisme : les RUFistes croient dans un Royaume fait Uniquement de Flammes.
- VAMisme : les VAMistes croient que les AMEs Vivent des Au-delà Multiples ; c’est-à-dire qu'ils croient qu'une bonne AME a forcément commis toutes les bonnes actions possibles au cours de sa vie, et inversement pour les mauvaises âmes. Ils naviguent donc entre les Récompenses.
- AVUSisme : les AVUSistes croient, à l'inverse des VAMistes, que les AMES Vivent Un Seul Au-delà, soit que chaque âme est caractérisée par un seul pêché ou par une seule vertu, et qu'elle n'ira par la même que dans la zone de récompense adéquate du Royaume concerné.
- ADEisme : les ADEistes croient que l'au-delà dure éternellement… ces AMEs ne se réincarnent donc jamais, et restent dans une Fatalité éternellement.
- REBDisme : les REBDistes croient que la Réincarnation Est une Boucle du Destin. Ce sont donc des AMEs temporaires.

Bien évidemment, plusieurs de ces tendances peuvent se combiner. Par exemple, un PESAVUREBDiste visitera un des Royaumes et restera dans une seule structure avant de se réincarner. De même, un PEAAVUADEiste ira au Paradis et en Enfer, visitera chaque Fatalité de chaque Royaume et s'établira dans la dernière Fatalité visitée.

### La Planète
La Planète sur laquelle évoluent les OBMEs ne porte pas de nom, on la désigne seulement en parlant de la Planète. En cliquant sur la Planète, quatre choix s'offrent au joueur :
- Constater la répartition des OBMEs sur la Planète, la répartition des croyances d'un endroit, et en laissant défiler le temps, leurs déplacements, l'évolution technologique d'un endroit…
- Investir sur la technologie. En investissant sur la technologie, selon le montant, le joueur influence un OBME qui la diffusera plus ou moins largement. La technologie aidant les OBMEs à coloniser la Planète, un nombre élevé d'AMEs en découlent. Il y a environ  quinze d'évolution techniques, du feu à la navigation, au contrôle climatique, jusqu'au stade suprême du golf avancé.
- Investir sur les péchés ou les vertus capitales. Le principe est le même, et permet de mettre en adéquation les Fatalités avec le profil des futures AMEs.
- Investir sur les croyances.

## Accueil
| Afterlife |      |       |
| Média     | Pays | Notes |
| Gen4      | FR   | 2/6   |
| Joystick  | FR   | 75 %  |
| PC Team   | FR   | 94 %  |